# Coubert
Coubert település Franciaországban, Seine-et-Marne megyében. Lakosainak száma 1942 fő (2022. január 1.). Coubert Presles-en-Brie, Soignolles-en-Brie, Solers, Courquetaine és Grisy-Suisnes községekkel határos.

## Népesség
A település népességének változása:
| Lakosok száma | 2079 | 2041 | 2029 | 1934 | 1881 | 1885 | 1885 | 1879 | 1942 |
|               | 2013 | 2015 | 2016 | 2017 | 2018 | 2019 | 2020 | 2021 | 2022 |